# Ashlyn Krueger
Ashlyn Krueger, née le 7 mai 2004 à Dallas, aux États-Unis, est une joueuse de tennis américaine, professionnelle depuis 2019.

## Carrière professionnelle
Fin 2020, Ashlyn Krueger remporte, à 16 ans, l'Orange Bowl.
Elle fait ses débuts sur le circuit WTA en août 2021 lors du tournoi de San José, en double avec sa compatriote Robin Montgomery puis reçoit une wild-card pour disputer en simple l'US Open 2021.
Le 25 juin 2023, elle atteint la finale du tournoi WTA 125 de Gaiba. La même année, elle remporte son premier titre WTA sans perdre un seul set lors du tournoi d'Osaka en battant en finale la Chinoise Zhu Lin en deux sets (6-3, 7-6) après avoir sorti l'Ukrainienne Kateryna Baindl (6-2, 6-3), la Française Jessika Ponchet (6-4, 6-1), la Russe Anna Kalinskaya (6-3, 6-1) et la locale Mai Hontama, 176e (6-3, 6-3) en demi-finale.
En février 2025, elle devient la première Américaine en finale du tournoi d'Abou Dhabi, après plusieurs luttes en trois manches contre sa compatriote McCartney Kessler (6-3, 6-7, 6-3), vainqueur en début de saison du tournoi d'Hobart, contre la finaliste de l'année passée et onzième joueuse mondiale Daria Kasatkina (1-6, 7-5, 6-4) et face à l'ancienne finaliste de l'US Open Leylah Fernandez (7-5, 4-6, 6-2). Elle surprend les observateurs en demi-finale en s'imposant devant une joueuse du même âge qu'elle, la Tchèque Linda Nosková (7-6, 6-4) pour disputer sa deuxième finale en carrière, la première en WTA 500. Opposée à l'ancienne vainqueur Belinda Bencic qui revient progressivement après une grossesse, elle se fait renverser par la Suissesse (6-4, 1-6, 1-6).

## Palmarès

### Titre en simple dames
| No | Date       | Nom et lieu du tournoi            | Catégorie | Dotation  | Surface    | Finaliste | Score     |          |
| -- | ---------- | --------------------------------- | --------- | --------- | ---------- | --------- | --------- | -------- |
| 1  | 11-09-2023 | Kinoshita Group Japan Open, Osaka | WTA 250   | 259 303 $ | Dur (ext.) | Zhu Lin   | 6-3, 7-66 | Parcours |

### Finale en simple dames
| No | Date       | Nom et lieu du tournoi             | Catégorie | Dotation    | Surface    | Vainqueure     | Score         |          |
| -- | ---------- | ---------------------------------- | --------- | ----------- | ---------- | -------------- | ------------- | -------- |
| 1  | 03-02-2025 | Mubadala Abu Dhabi Open, Abou Dabi | WTA 500   | 1 064 510 $ | Dur (ext.) | Belinda Bencic | 4-6, 6-1, 6-1 | Parcours |

### Titre en double dames
| No | Date       | Nom et lieu du tournoi                | Catégorie | Dotation  | Surface      | Partenaire      | Finalistes                        | Score            |          |
| -- | ---------- | ------------------------------------- | --------- | --------- | ------------ | --------------- | --------------------------------- | ---------------- | -------- |
| 1  | 01-04-2024 | Credit One Charleston Open Charleston | WTA 500   | 922 573 $ | Terre (ext.) | Sloane Stephens | Lyudmyla Kichenok Nadiia Kichenok | 1-6, 6-3, [10-7] | Parcours |

### Finale en double dames
Aucune.

### Titre en simple en WTA 125
| No | Date       | Nom et lieu du tournoi | Catégorie | Dotation  | Surface      | Finaliste     | Score         |          |
| -- | ---------- | ---------------------- | --------- | --------- | ------------ | ------------- | ------------- | -------- |
| 1  | 19-06-2023 | Veneto Open, Gaiba     | WTA 125   | 115 000 $ | Gazon (ext.) | Tatjana Maria | 3-6, 6-4, 7-5 | Parcours |

### Finale en double en WTA 125
| No | Date       | Nom et lieu du tournoi  | Catégorie | Dotation  | Surface    | Vainqueures                       | Partenaire        | Score    |          |
| -- | ---------- | ----------------------- | --------- | --------- | ---------- | --------------------------------- | ----------------- | -------- | -------- |
| 1  | 24-10-2022 | Abierto Tampico Tampico | WTA 125   | 115 000 $ | Dur (ext.) | Tereza Mihalíková Aldila Sutjiadi | Elizabeth Mandlik | 7-5, 6-2 | Parcours |

## Parcours en Grand Chelem

### En simple dames
| Année | Open d'Australie | Open d'Australie | Internationaux de France | Internationaux de France | Wimbledon       | Wimbledon         | US Open         | US Open            |
| ----- | ---------------- | ---------------- | ------------------------ | ------------------------ | --------------- | ----------------- | --------------- | ------------------ |
| 2021  | —                | —                | —                        | —                        | —               | —                 | 1er tour (1/64) | A. K. Schmiedlová  |
| 2022  | —                | —                | —                        | —                        | —               | —                 | 1er tour (1/64) | Victoria Azarenka  |
| 2023  | Q2               | Cristina Bucșa   | Q3                       | Storm Hunter             | Q2              | Céline Naef       | 1er tour (1/64) | Marie Bouzková     |
| 2024  | 1er tour (1/64)  | Zheng Qinwen     | 1er tour (1/64)          | Tamara Korpatsch         | 1er tour (1/64) | Jessica Pegula    | 3e tour (1/16)  | Liudmila Samsonova |
| 2025  | 1er tour (1/64)  | Ajla Tomljanović | 2e tour (1/32)           | Mirra Andreeva           | 2e tour (1/32)  | A. Pavlyuchenkova |                 |                    |

N.B. : à droite du résultat se trouve le nom de l'ultime adversaire.

### En double dames
| Année | Open d'Australie                                                                          | Open d'Australie                                                                      | Internationaux de France                                                               | Internationaux de France                                                                   | Wimbledon                                                                        | Wimbledon                                                                   | US Open                                                                           | US Open |
| ----- | ----------------------------------------------------------------------------------------- | ------------------------------------------------------------------------------------- | -------------------------------------------------------------------------------------- | ------------------------------------------------------------------------------------------ | -------------------------------------------------------------------------------- | --------------------------------------------------------------------------- | --------------------------------------------------------------------------------- | ------- |
| 2022  | —                                                                                         | —                                                                                     | —                                                                                      | —                                                                                          | —                                                                                | —                                                                           | 1er tour (1/32) P. Stearns \|\| style="text-align:left;" \| G. Dabrowski G. Olmos |         |
| 2023  | —                                                                                         | —                                                                                     | —                                                                                      | —                                                                                          | 1er tour (1/32) C. McNally \|\| style="text-align:left;" \| C. Garcia L. Stefani | 1er tour (1/32) A. Kulikov \|\| style="text-align:left;" \| T. Maria A. Rus |                                                                                   |         |
| 2024  | 1er tour (1/32) L. Fruhvirtová \|\| style="text-align:left;" \| G. Dabrowski E. Routliffe | 1er tour (1/32) S. Stephens \|\| style="text-align:left;" \| L. Kichenok J. Ostapenko | 1er tour (1/32) S. Stephens \|\| style="text-align:left;" \| Chan H.-c. V. Kudermetova | 1er tour (1/32) S. Stephens \|\| style="text-align:left;" \| M. Bouzková S. Sorribes Tormo |                                                                                  |                                                                             |                                                                                   |         |
| 2025  | 1er tour (1/32) C. Dolehide \|\| style="text-align:left;" \| S. Aoyama E. Hozumi          | 1er tour (1/32) H. Baptiste \|\| style="text-align:left;" \| M. Andreeva D. Shnaider  |                                                                                        |                                                                                            |                                                                                  |                                                                             |                                                                                   |         |

N.B. : le nom de la partenaire se trouve sous le résultat ; les noms des ultimes adversaires se trouvent à droite.

### En double mixte
| Année | Open d'Australie | Open d'Australie | Internationaux de France | Internationaux de France | Wimbledon | Wimbledon | US Open                                                                           | US Open |
| ----- | ---------------- | ---------------- | ------------------------ | ------------------------ | --------- | --------- | --------------------------------------------------------------------------------- | ------- |
| 2023  | —                | —                | —                        | —                        | —         | —         | 2e tour (1/8) E. Quinn \|\| style="text-align:left;" \| X. Yifan J. Vliegen       |         |
| 2024  | —                | —                | —                        | —                        | —         | —         | 2e tour (1/8) T.S. Kwiatkowski \|\| style="text-align:left;" \| E. Perez S. Gillé |         |

N.B. : le nom du partenaire se trouve sous le résultat ; les noms des ultimes adversaires se trouvent à droite.

## Parcours en WTA 1000
Les tournois WTA « Premier Mandatory » et « Premier 5 » (entre 2009 et 2020) et WTA 1000 (à partir de 2021) constituent les catégories d'épreuves les plus prestigieuses, après les quatre levées du Grand Chelem. 

De 2009 à 2023, les tournois Premier Mandatory (dits tournois WTA 1000 obligatoires entre 2021 et 2023) regroupent Indian Wells, Miami, Madrid et Pékin, les autres constituant les tournois Premier 5 (tournois WTA 1000 non-obligatoires). À partir de 2024, le nombre de tournois WTA 1000 passe à 10 par saison (fin de l’alternance Doha / Dubaï), ces derniers devenant tous obligatoires et offrant tous 1000 points à la vainqueure (contre 900 points précédemment pour les tournois Premier 5).

### En simple dames
| Année |       |                           |                             |                               |                              |                             |                          |                                  |                            |                             |  |                           |
| Doha  | Dubaï | Indian Wells              | Miami                       | Madrid                        | Rome                         | Canada                      | Cincinnati               | Pékin                            |                            | Wuhan                       |  |                           |
| Doha  | Dubaï | Indian Wells              | Miami                       | Madrid                        | Rome                         | Canada                      | Cincinnati               | Pékin                            | Guadalajara                |                             |  |                           |
| Doha  | Dubaï | Indian Wells              | Miami                       | Madrid                        | Rome                         | Canada                      | Cincinnati               | Pékin                            |                            |                             |  |                           |
| 2021  |       | WTA 500                   |                             | 1er tour (1/64) T. Martincová |                              |                             |                          |                                  |                            | Annulé                      |  | Annulé                    |
| 2022  |       |                           | WTA 500                     | 1er tour (1/64) Y. Putintseva | 1er tour (1/64) Wang Q.      |                             |                          |                                  |                            | Hors calendrier             |  |                           |
| 2023  |       | WTA 500                   |                             | 1er tour (1/64) J. Teichmann  | 1er tour (1/64) E. Andreeva  |                             |                          |                                  |                            | 1er tour (1/32) O. Jabeur   |  |                           |
| 2024  |       | 1er tour (1/32) P. Badosa | 2e tour (1/16) Ka. Plíšková | 1er tour (1/64) N. Podoroska  | 1er tour (1/64) N. Podoroska | 3e tour (1/16) S. Bejlek    | 1er tour (1/64) M. Fręch | 3e tour (1/8) J. Pegula          | 2e tour (1/16) D. Shnaider | 3e tour (1/16) A. Sabalenka |  | 1er tour (1/32) V. Tomova |
| 2025  |       | 1er tour (1/32) S. Kenin  |                             | 2e tour (1/32) E. Svitolina   | 4e tour (1/8) Zheng Q.       | 1re tour (1/64) A. Potapova | 2e tour (1/32) J. Pegula | 2e tour (1/32) J. Bouzas Maneiro | 3e tour (1/16) J. Paolini  |                             |  |                           |

Sous le résultat, l’ultime adversaire.
1. 1 2   Les tournois de Doha et Dubaï alternent le statut de tournoi WTA 1000 (ex Premier 5) entre 2009 et 2023 : les trois premières éditions ont lieu à Dubaï, les trois suivantes à Doha, puis Dubaï accueille le tournoi de cette catégorie les années impaires et Dubaï les années paires. De 2011 à 2023, la ville qui n’accueille pas de WTA 1000 organise à la place un tournoi WTA 500 (ex Premier).
2. 1 2 3 4 5 6 7   L’ordre de déroulement des tournois a évolué depuis 2009 : Rome se dispute avant Madrid et Cincinnati avant Montréal/Toronto jusqu’en 2010, tandis que Tokyo (2009-2013)-Wuhan (2014-2019, 2024-)-Guadalajara (2022-2023) ont lieu avant Pékin jusqu’en 2023.
3. 1 2  Du fait de la pandémie de Covid-19, les tournois d’Indian Wells, de Miami, de Madrid, du Canada, de Wuhan et de Pékin sont annulés en 2020. Ces deux derniers le sont également en 2021. Pour des raisons d’organisation, le tournoi de Cincinnati 2020 a exceptionnellement lieu à Flushing Meadows à New York.
4. ↑  Le 1er décembre 2021, le président de la WTA, Steve Simon, annonce que tous les tournois prévus en Chine et à Hong Kong sont suspendus à partir de 2022, en raison de préoccupations concernant la sécurité et le bien-être de la joueuse de tennis chinoise Peng Shuai après ses allégations de relations sexuelles non-consenties avec Zhang Gaoli, membre de haut rang du Parti communiste chinois. Le tournoi de Pékin revient en 2023. Le tournoi de Guadalajara remplace celui de Wuhan pendant deux ans, ce dernier réapparaissant en 2024.

## Records et statistiques

### Victoires sur le top 10
Toutes ses victoires sur des joueuses classées dans le top 10 de la WTA lors de la rencontre.
| Légende      |
| Grand Chelem |
| Masters      |
| WTA 1000     |
| WTA 500      |
| WTA 250      |
| Fed Cup      |

|   |       |  | Tournoi | Année | Surface |  | Adversaire     | Rang | Tour | Score         | Tableau |
| - | ----- |  | ------- | ----- | ------- |  | -------------- | ---- | ---- | ------------- | ------- |
| 1 | no 40 |  | Miami   | 2025  | Dur     |  | Elena Rybakina | no 8 | 1/32 | 6-4, 2-6, 6-4 | Tableau |

## Classements WTA en fin de saison
| Année          | 2021 | 2022 | 2023 | 2024 |
| Rang en simple | 536  | 178  | 81   | 65   |
| Rang en double | 281  | 163  | 176  | 71   |

Source : (en) Classements de Ashlyn Krueger sur le site officiel de la Fédération internationale de tennis